# Румянек (Великопольське воєводство)
Румянек (пол. Rumianek) — село в Польщі, у гміні Тарново-Подґурне Познанського повіту Великопольського воєводства.
Населення — 323 особи (2011).
У 1975-1998 роках село належало до Познанського воєводства.

## Демографія
Демографічна структура станом на 31 березня 2011 року:
|          | Загалом | Допрацездатний вік | Працездатний вік | Постпрацездатний вік |
| -------- | ------- | ------------------ | ---------------- | -------------------- |
| Чоловіки | 166     | 43                 | 111              | 12                   |
| Жінки    | 157     | 39                 | 92               | 26                   |
| Разом    | 323     | 82                 | 203              | 38                   |